# Kropps distrikt
Kropps distrikt är ett distrikt i Helsingborgs kommun och Skåne län. 
Distriktet ligger öster om Helsingborg. 

## Tidigare administrativ tillhörighet
Distriktet inrättades 2016 och utgörs av Kropps socken i Helsingborgs kommun.
Området motsvarar den omfattning Kropps församling hade till årsskiftet 1999/2000.